# Schonkaffee

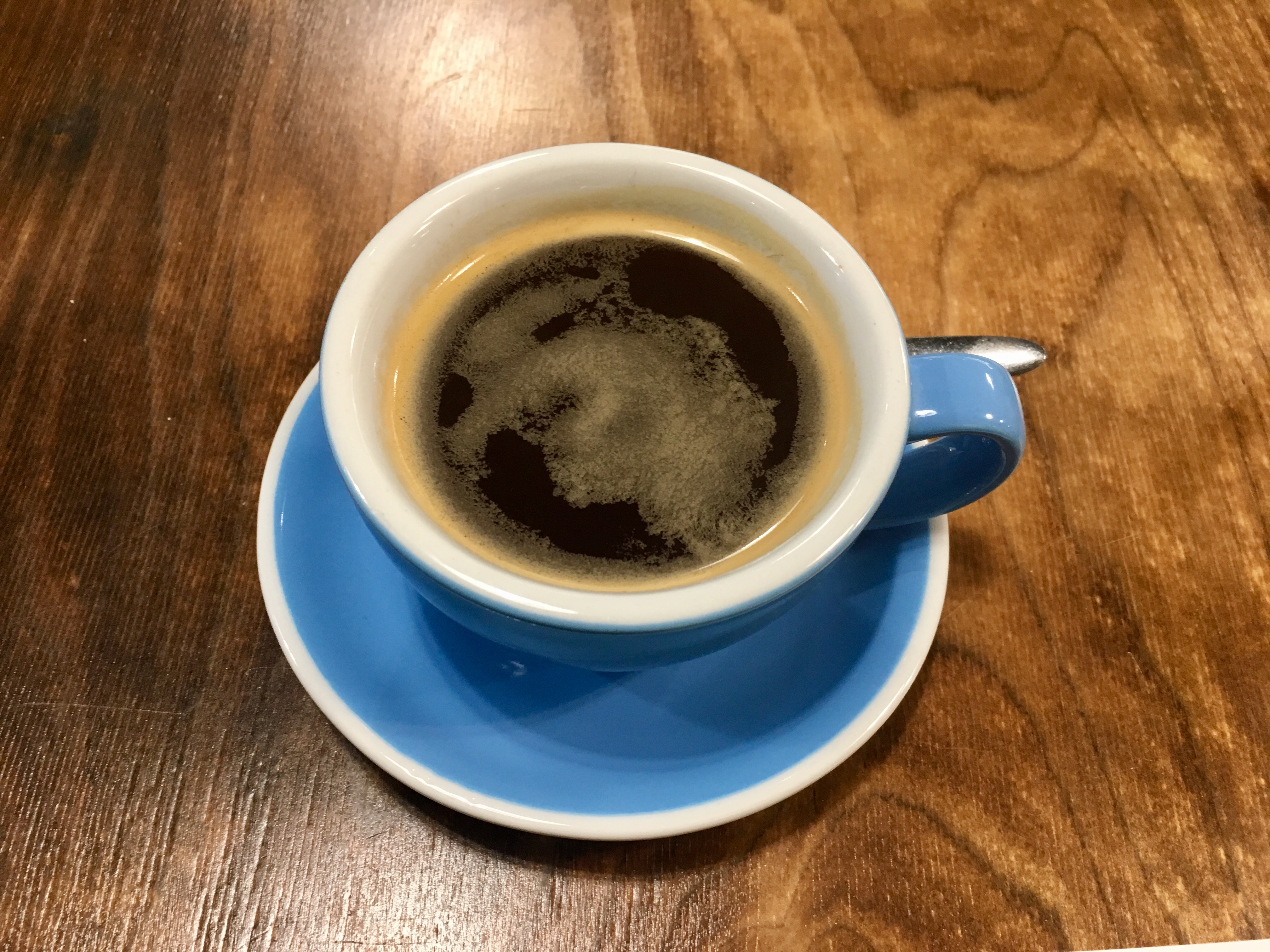
Als Schonkaffee werden verschiedene Kaffeesorten und -zubereitungen bezeichnet, die besonders bekömmlich und gesundheitsschonend sein sollen.

Schonkaffee ist eine Sammelbezeichnung für besonders bekömmlichen und gesundheitsschonenden Kaffee. Die Bezeichnung „Schonkaffee“ ist nicht eindeutig festgelegt oder geschützt, sie kann verschiedene Sorten oder Zubereitung von Kaffee beinhalten, die als besonders schonend für das Herz und den Kreislauf oder für den Magen und Darm sind.

## Arten von Schonkaffee
In der Regel wird dabei als Schonkaffee ein Kaffee bezeichnet, der im Vergleich zu herkömmlichem Kaffee nur wenig Säuren oder andere Reizstoffe beinhaltet. Diese Kaffeesorten werden in der Regel als „mild behandelt“ oder einfach als „mild“ bezeichnet und schonen vor allem Magen und Darm, indem sie Symptome wie Sodbrennen, Blähungen oder generelle Unruhe vermindern. Hierfür wird der Kaffee in der Regel mit Wasserdampf behandelt (dämpfen), um den Kaffeebohnen die Reizstoffe zu entziehen. Andere Behandlungsmethoden sind die Entfernung des Kaffeewachses durch Lösungsmittel, die Extraktion der Reizstoffe in flüssigem Kohlendioxid oder die mechanische Reinigung der Kaffeebohnen durch Abbürsten.
Häufig benennt der Begriff auch einen entkoffeinierten Kaffee, der durch das Fehlen des Koffeins schonend für Herz und Kreislauf ist. Er kann jedoch auch für Kaffee verwendet werden, für die als besonders bekömmlich bezeichnete, naturmilde Kaffeesorten verwendet werden. Da auch Espresso und Cappuccino in der Regel aus naturmilden Kaffeesorten zubereitet werden und durch die typische schnelle Zubereitung weniger Reizstoffe beinhalten, müssten diese ebenfalls in diese Gruppe gestellt werden.

## Belege
1. 1 2 3 4 5 6  Schonkaffee im Lexikon der Ernährung auf spektrum.de; abgerufen am 5. April 2020.
2. ↑  Schonkaffee auf lebensmittellexikon.de; abgerufen am 5. April 2020.
3. 1 2 3  „Schonkaffee.“ In: F. Jürgen Herrmann (Hrsg.): Herings Lexikon der Küche. 25., überarbeitete Auflage. Nikol Verlag, 25. Auflage Hamburg 2016, ISBN 978-3-86820-344-8; S. 761.